# あらかわ 〜そして未来へ
「あらかわ 〜そして未来へ」（あらかわ そしてみらいへ）は、東京都荒川区が制定した区民歌である。作詞・高野政義、補作・夢虹二、作曲・弦哲也。
本記事では、区民歌と同時に制定された「荒川音頭」（あらかわおんど）についても解説する。

## 解説
荒川区では戦後復興期の1950年（昭和25年）に「荒川区歌」を制定していたが、1982年（昭和57年）に区制50周年を記念して新たに区民歌と区民音頭を制定することになり、区役所発行の広報紙『あらかわ区報』を通じて歌詞の懸賞募集を実施した。区民歌、区民音頭のいずれも入選作を区内在住で専業の夢虹二が補作したものを採用とし、2曲とも弦哲也が作曲している。
制定は10月1日付で、キングレコードがA面に芹洋子の歌唱する区民歌「あらかわ 〜そして未来へ」、B面に作曲者の弦が根本美紀とのデュエットで歌唱する「荒川音頭」を収録したシングル盤（規格品番：NDS-300）を製造した。荒川区役所では区民歌の演奏機会について「区主催の式典やイベントなどで歌われている。また、夕方の防災無線のチャイムに曲の一部を使用している」とする。
「あらかわ 〜そして未来へ」の制定後も既存の「荒川区歌」は廃止されず例規集に残されているが、公的な場での演奏は完全に取って代わられた形となっており、区の公式サイト内「荒川区の歌」のページで紹介されているのは「あらかわ 〜そして未来へ」と「荒川音頭」に加えて商店街の歌「しあわせ通り」の3曲のみで「荒川区歌」については全く無視されており、2012年（平成24年）刊の『全国 都道府県の歌・市の歌』でも「あらかわ 〜そして未来へ」しか紹介されていない。

### 荒川音頭
「荒川音頭」（あらかわおんど）は「あらかわ 〜そして未来へ」と同じく1982年（昭和57年）10月1日付で制定された荒川区の区民音頭である。作詞・高野政義、補作・夢虹二、作曲・弦哲也。
前述の通り「あらかわ 〜そして未来へ」と同じレコードのB面に収録されている。